# Leofoo Village Theme Park
Leofoo Village Theme Park (六福村) est un parc à thème et un parc safari situé à Guanxi, comté de Hsinchu, à Taïwan. En chinois, leo signifie six et foo signifie chance. Il dispose de trois parcours de montagnes russes, de nombreuses attractions de style différent dans quatre sections thématiques : Wild West, Arabian Kingdom, South Pacific et African Safari. Pendant l'été 2012, Leofoo Village Theme Park s’adjoint du parc aquatique Leofoo Water Park pour un investissement de 11,8 millions de dollars.
Leofoo Tourism Group (六福旅遊集團) possède hôtels, parcs à thèmes, cinémas et boulangeries.

## Montagnes russes
| Nom              | Type                               | Constructeur | Année |
| ---------------- | ---------------------------------- | ------------ | ----- |
| Little Rattler   | Junior / Vekoma Junior Coaster     | Vekoma       | 1993  |
| Sahara Twist     | Tournoyantes                       | Intamin      | 2002  |
| Screaming Condor | Navette inversée / Twisted Impulse | Intamin      | 2001  |

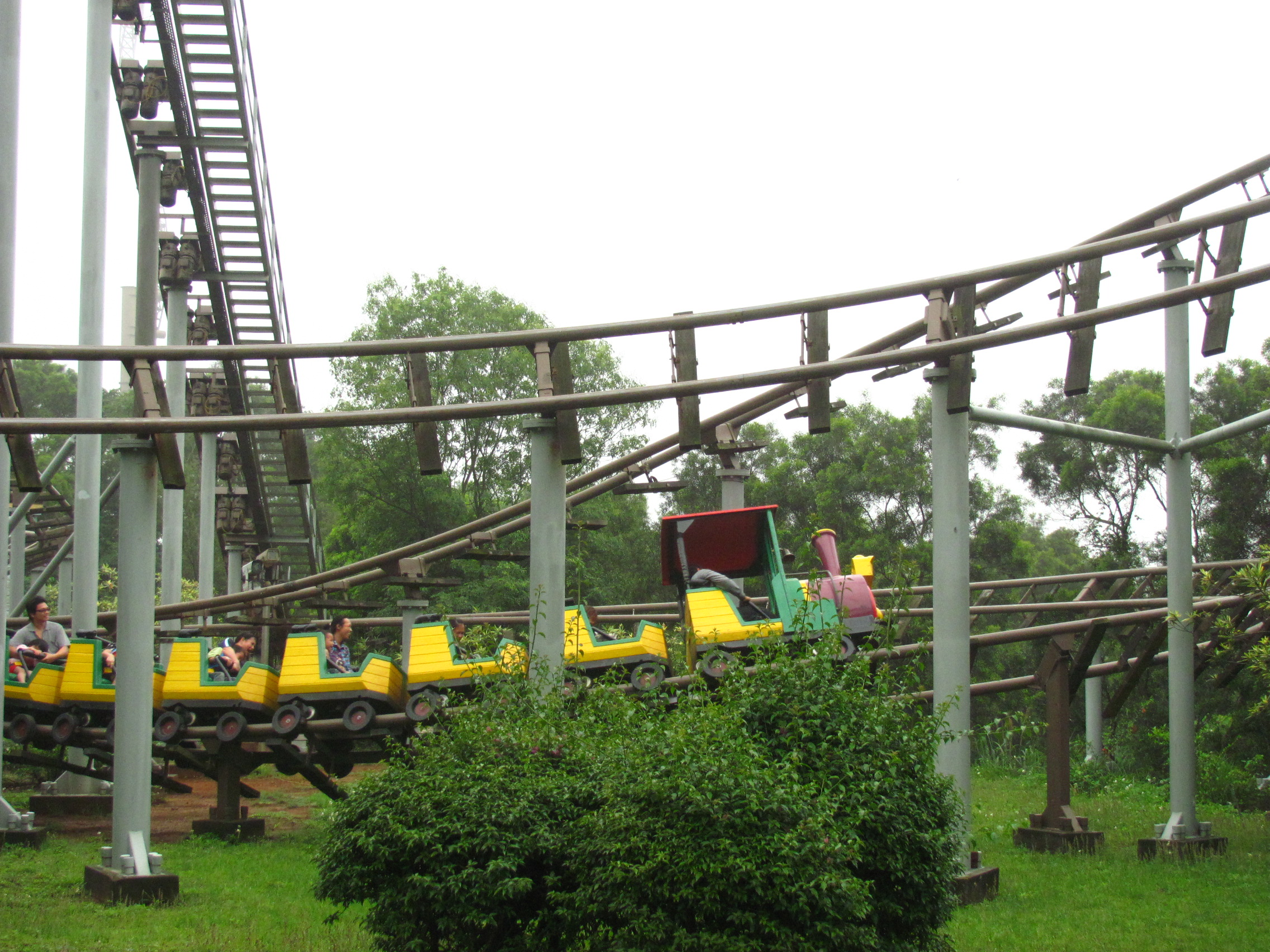
Little Rattler.
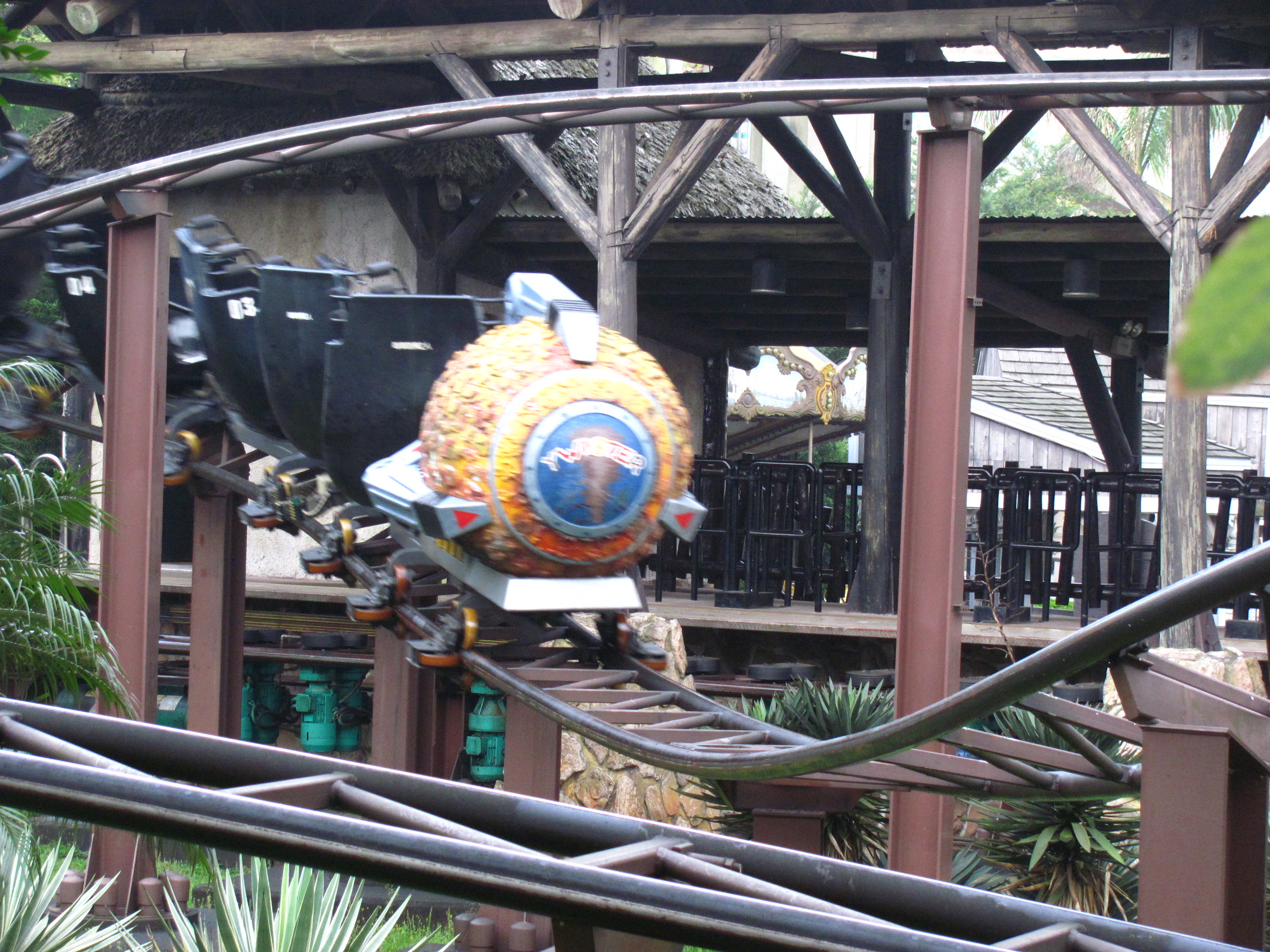
Sahara Twist.
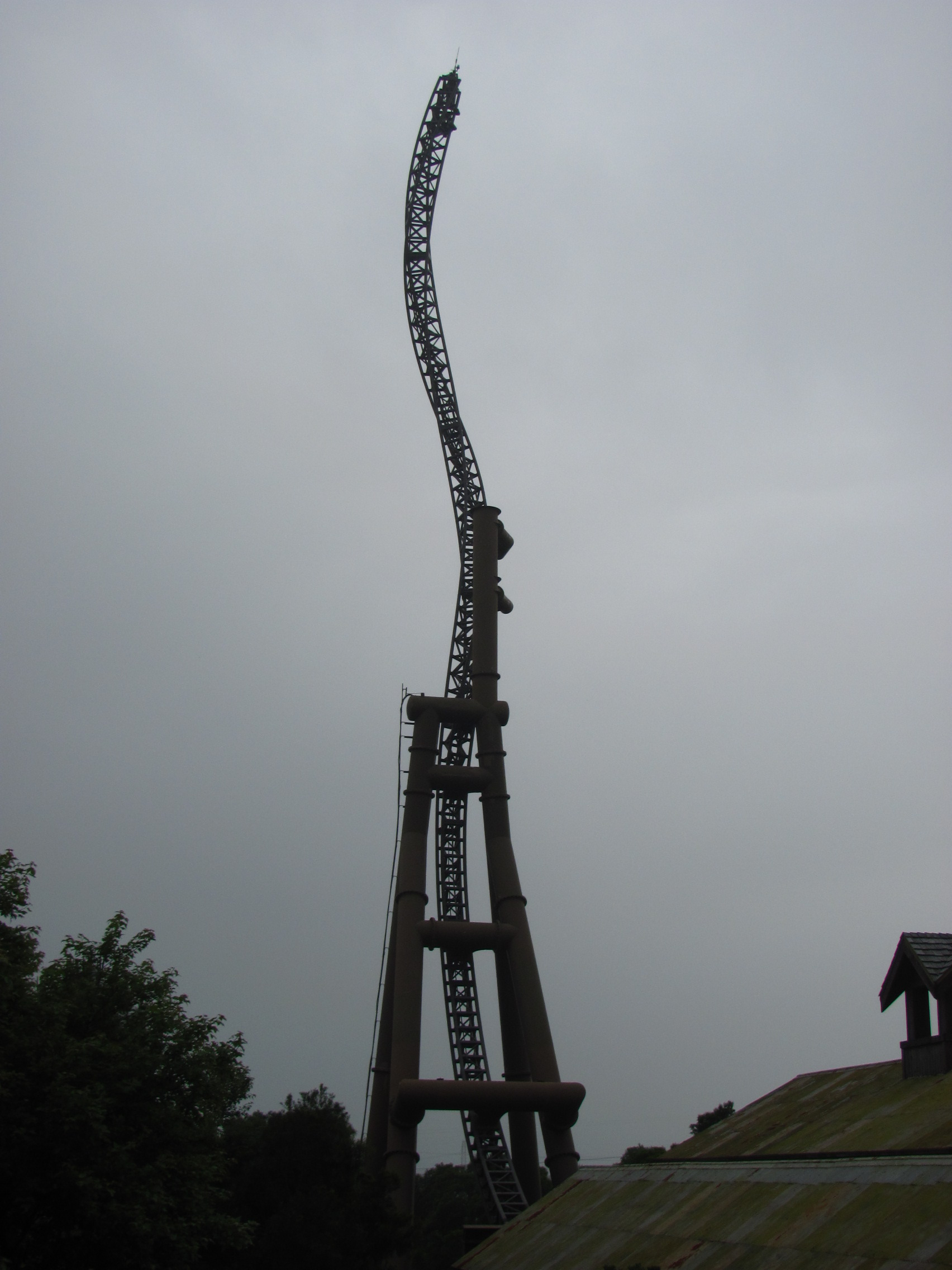
Screaming Condor.

## Attraction aquatique
| Nom                             | Type               | Constructeur | Année |
| ------------------------------- | ------------------ | ------------ | ----- |
| Big Canyon Rapids Ride          | Parcours de bouées |              | 1994  |
| Kid’s Catamaran                 | Tow boat ride      |              |       |
| Mighty Mountain Flume Adventure | Parcours de bûches | Intamin      | 1995  |

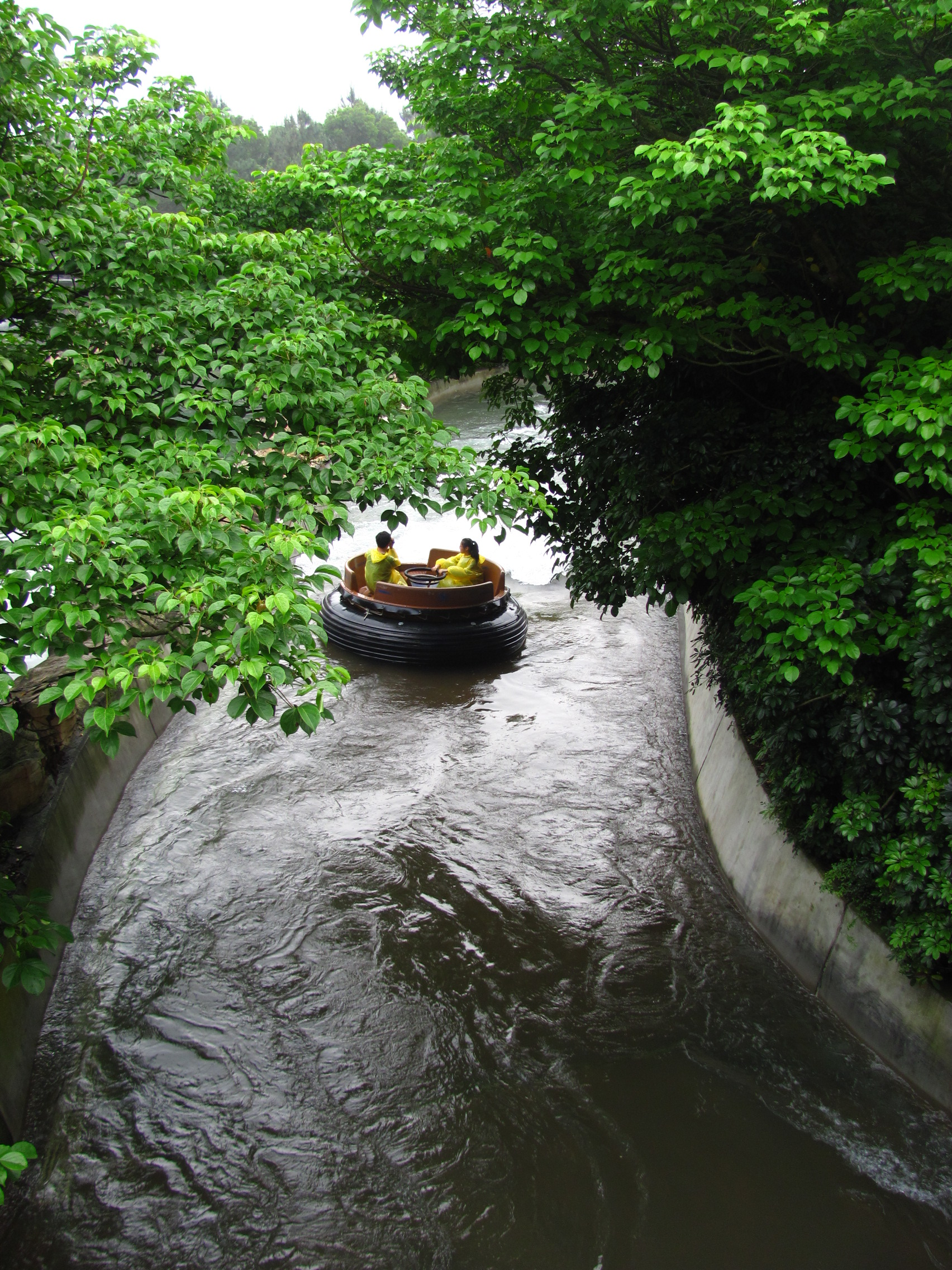
Big Canyon Rapids Ride.
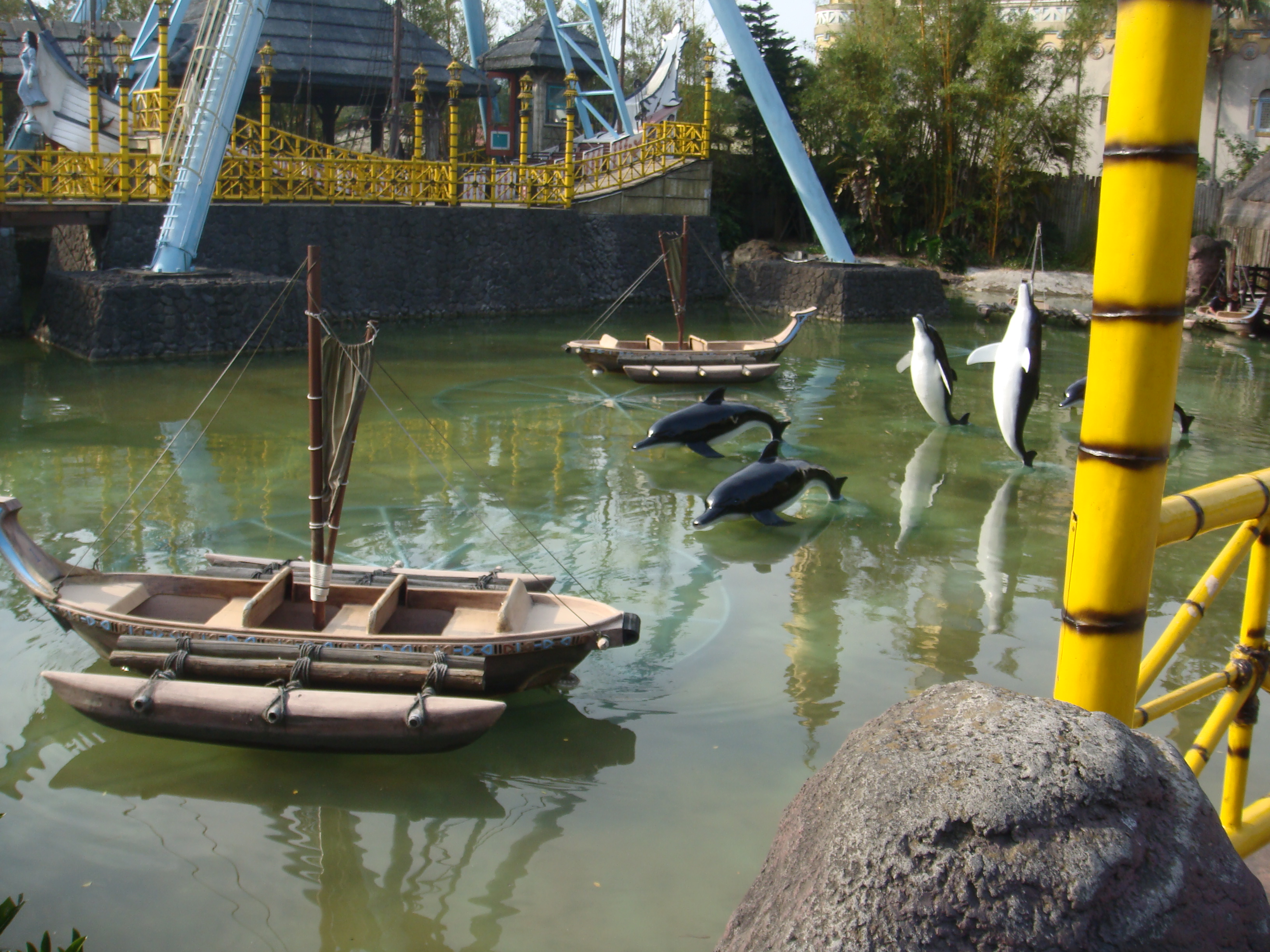
Kid’s Catamaran.

## Autres attractions
| Nom                          | Type                  | Constructeur | Année |
| ---------------------------- | --------------------- | ------------ | ----- |
| Ali-Baba and the 40 Thieves  | Carrousel             |              |       |
| Bird Flight                  | Manège avion          |              |       |
| Captain Cook's Swinging Ship | Bateau à bascule      | Intamin      | 1995  |
| Deep Sea Adventure           | Manège                |              | 2005  |
| Flying Horses                | Monorail              |              |       |
| Old Oil Well                 | Suspended Twin Hammer | Intamin      | 2008  |
| Pagoda's Revenge             | Tour de chute         | Intamin      | 1998  |
| Poncho Villas Crazy Barrel   | Manège de tasses      |              |       |
| Ring of Fire                 | Shuttle Loop          |              | 1999  |
| Sea Serpent                  | Music Express         | Bear Rides   |       |
| Sultan’s Adventure ride      | Multi Media Dark Ride | Intamin      | 2000  |

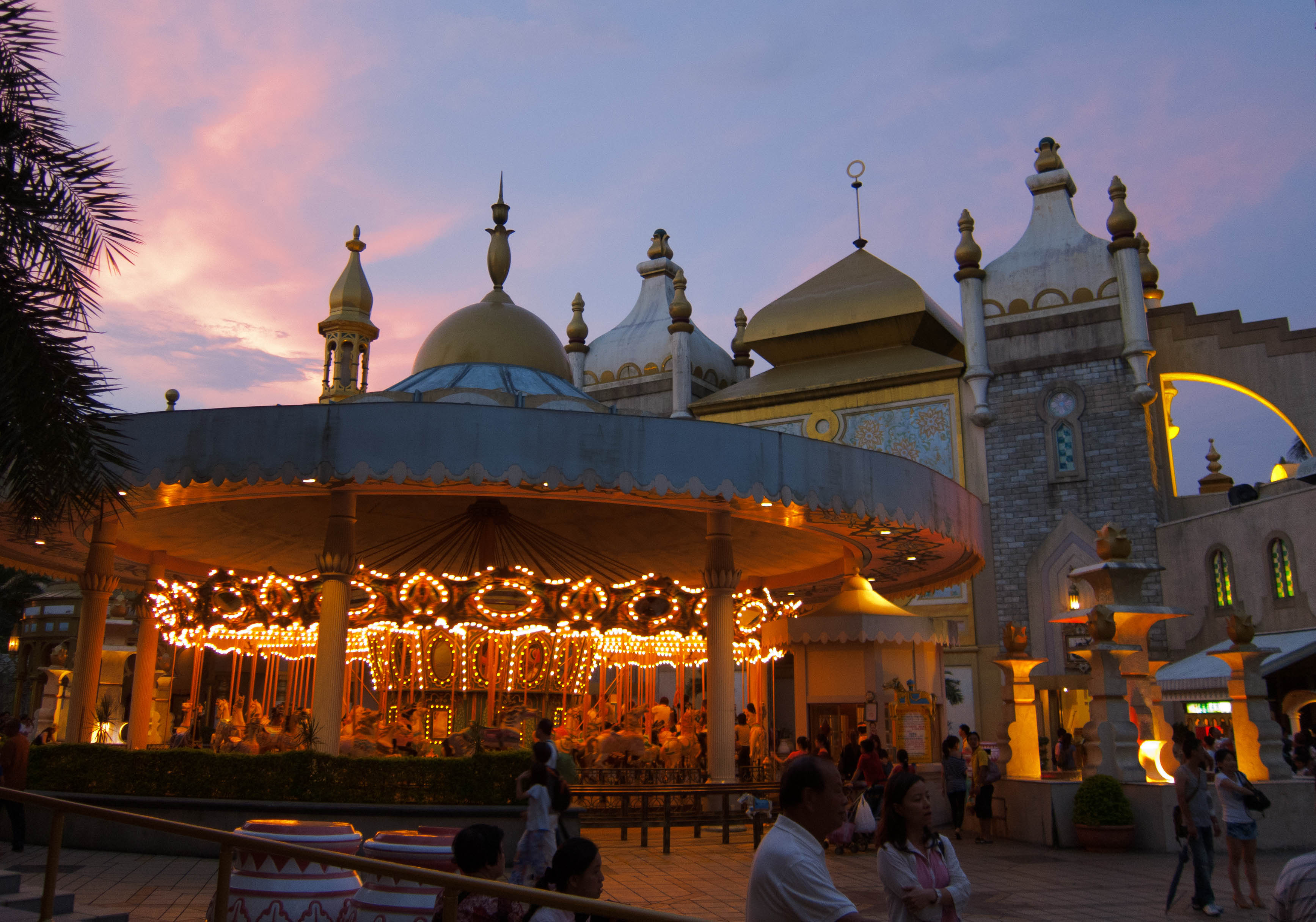
Ali-Baba and the 40 Thieves.
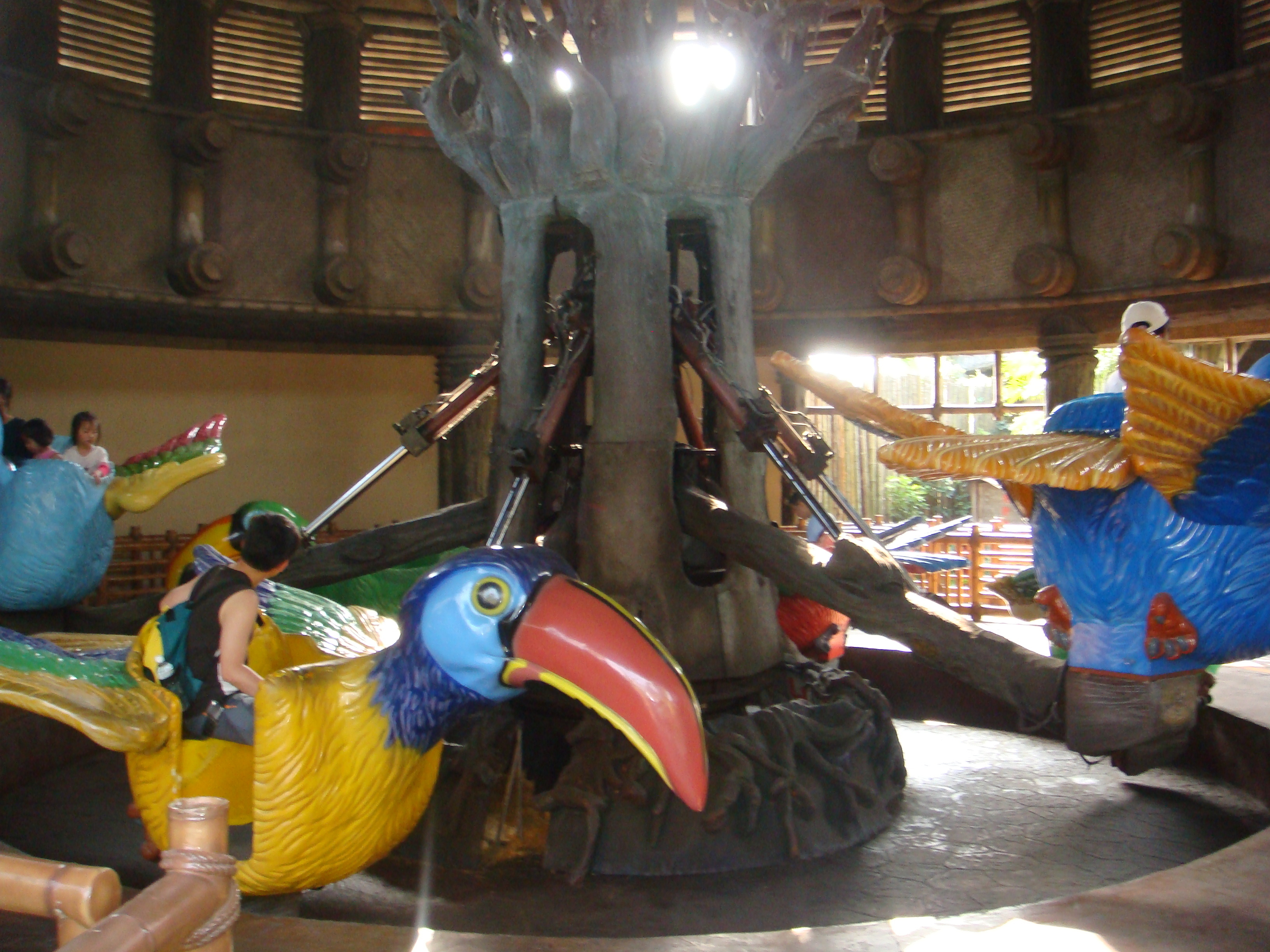
Bird Flight.
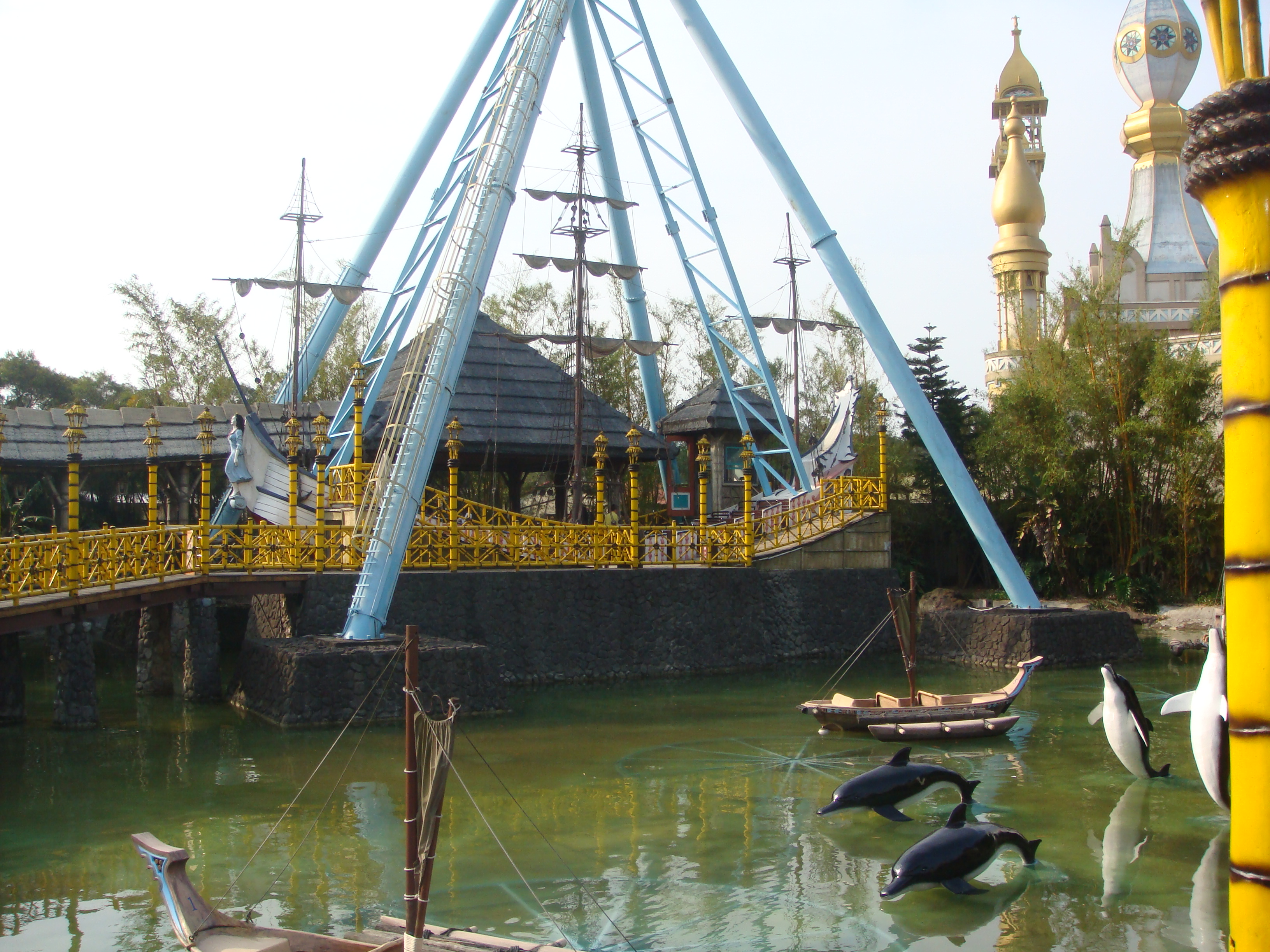
Captain Cook's Swinging Ship.
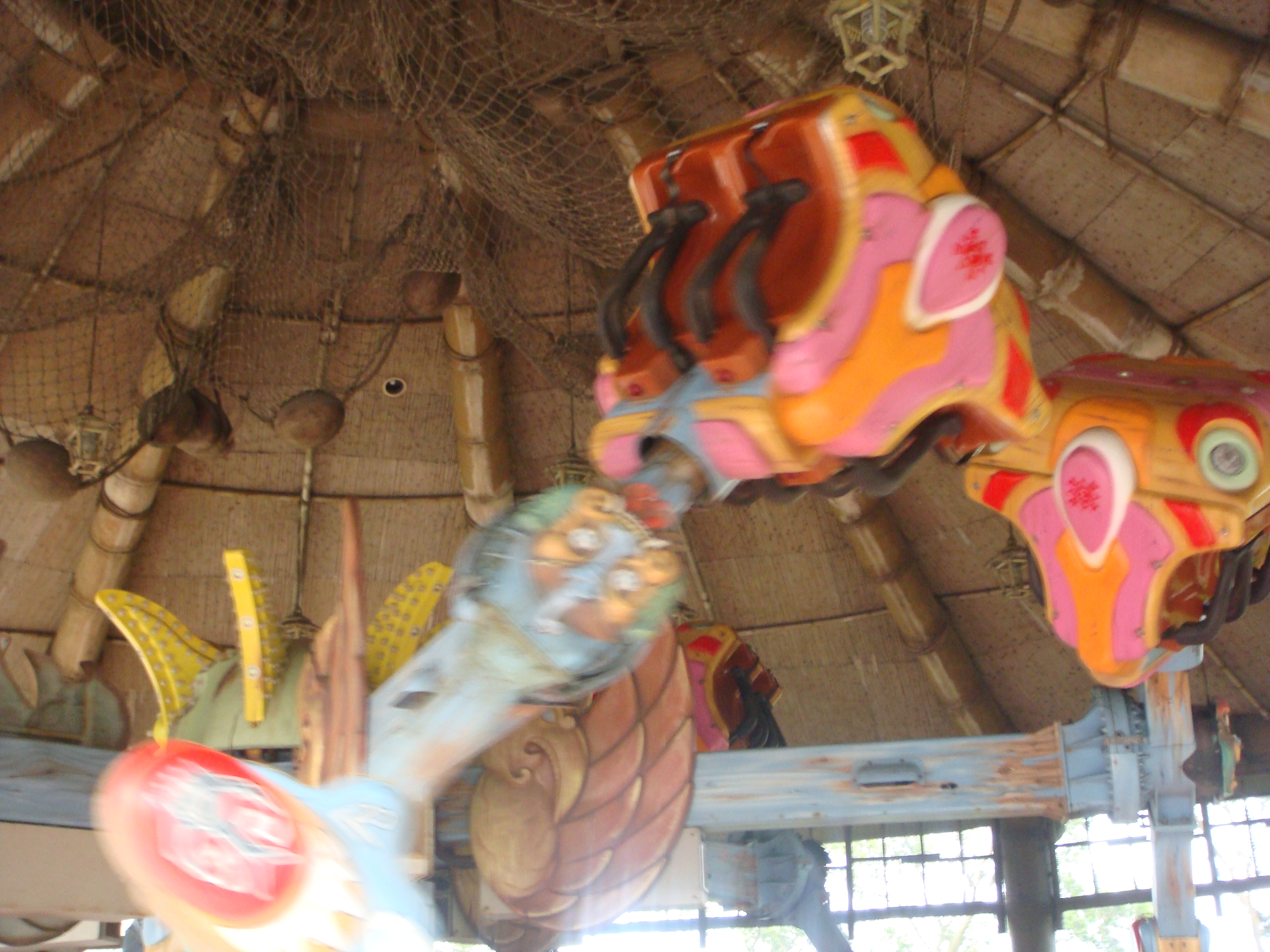
Deep Sea Adventure.
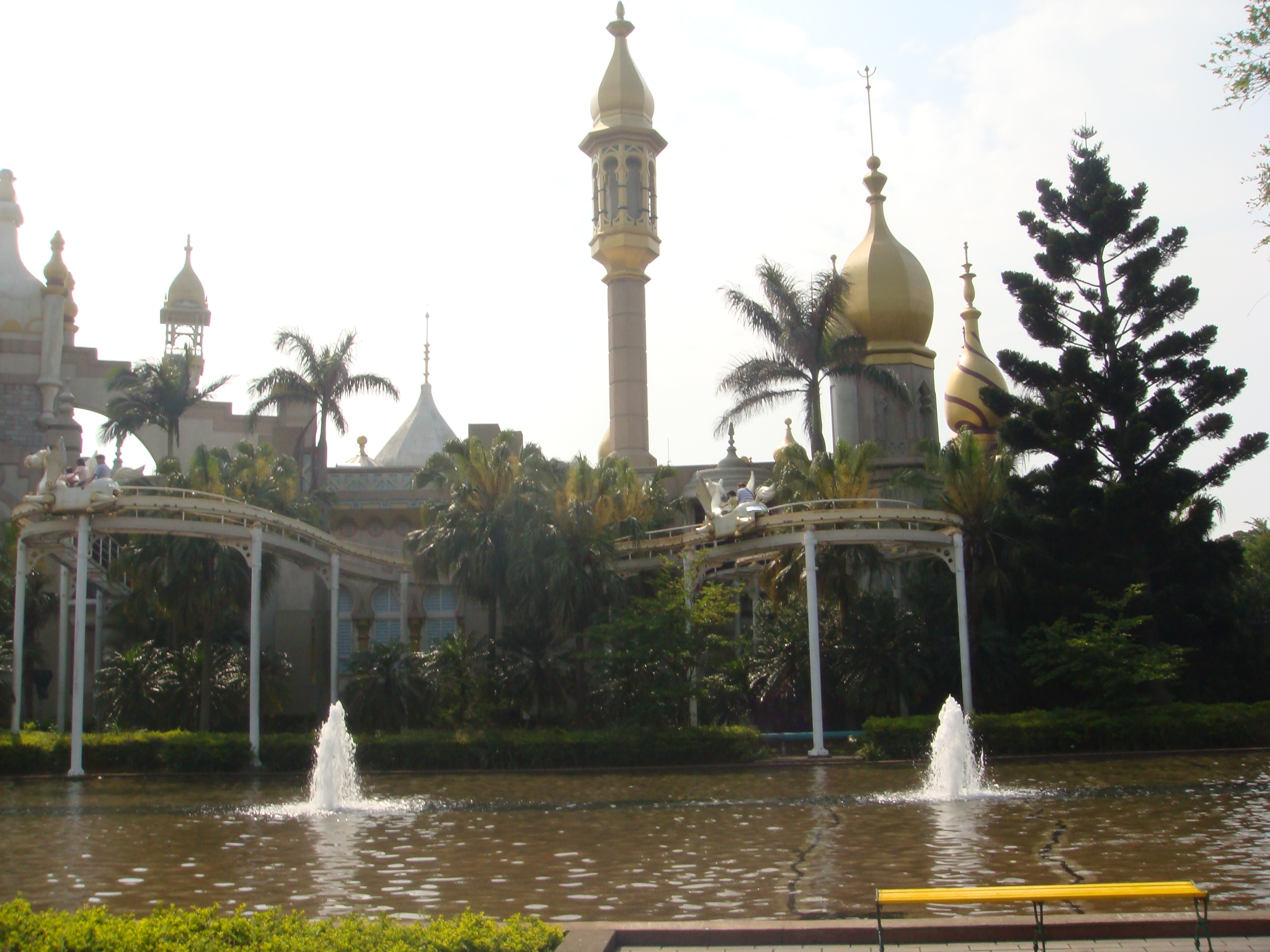
Flying Horses.
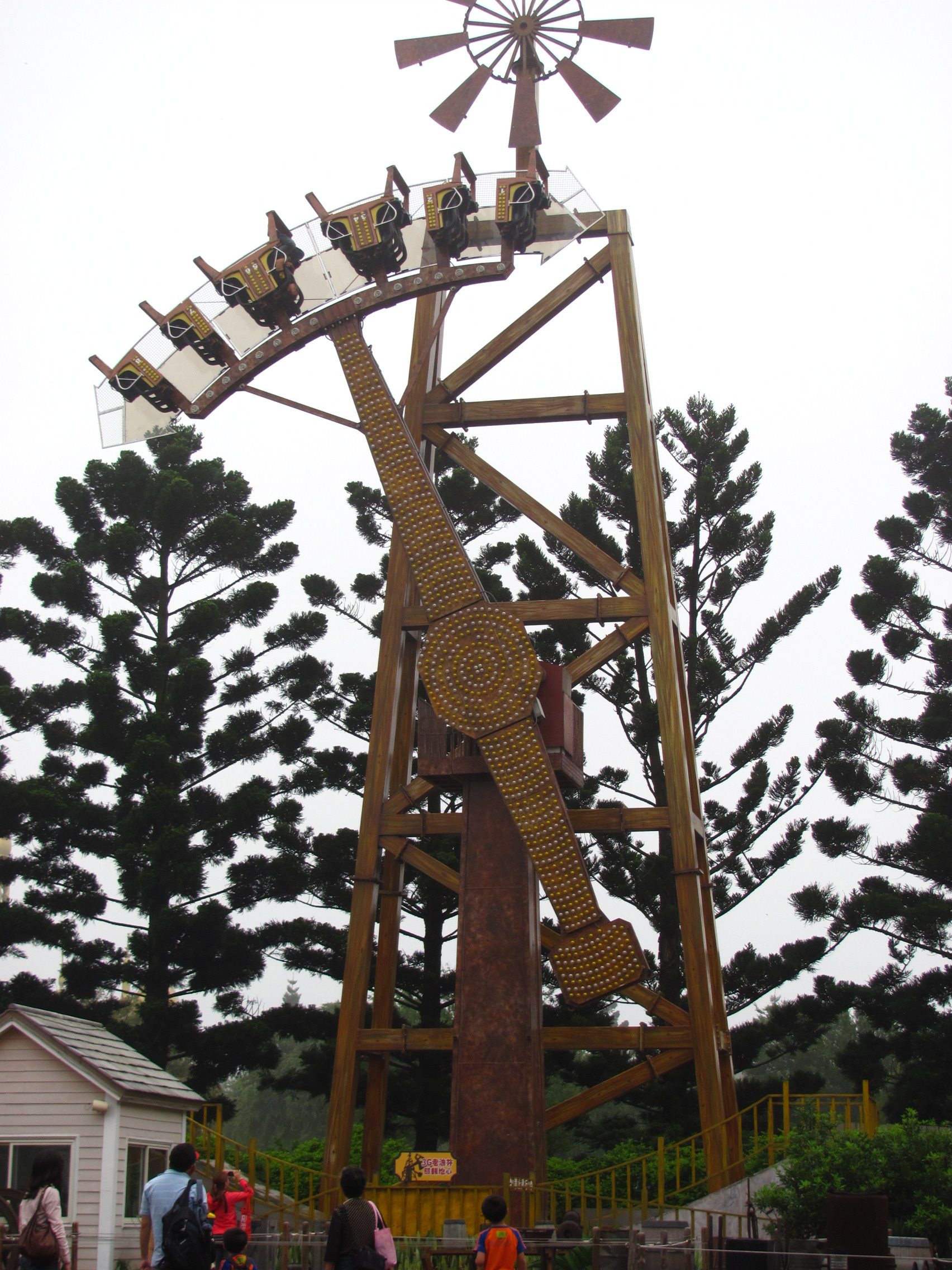
Old Oil Well.
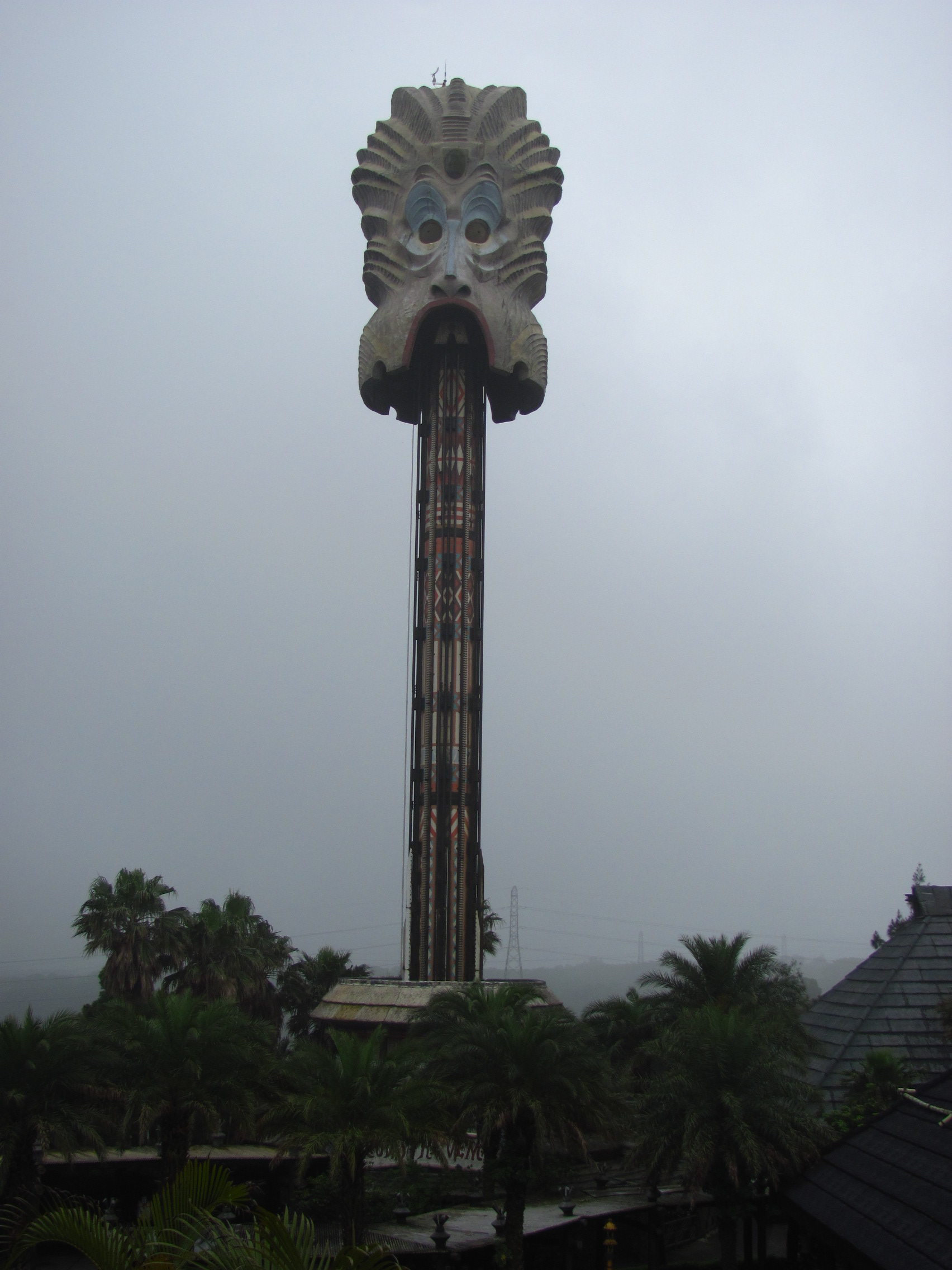
Pagoda's Revenge.
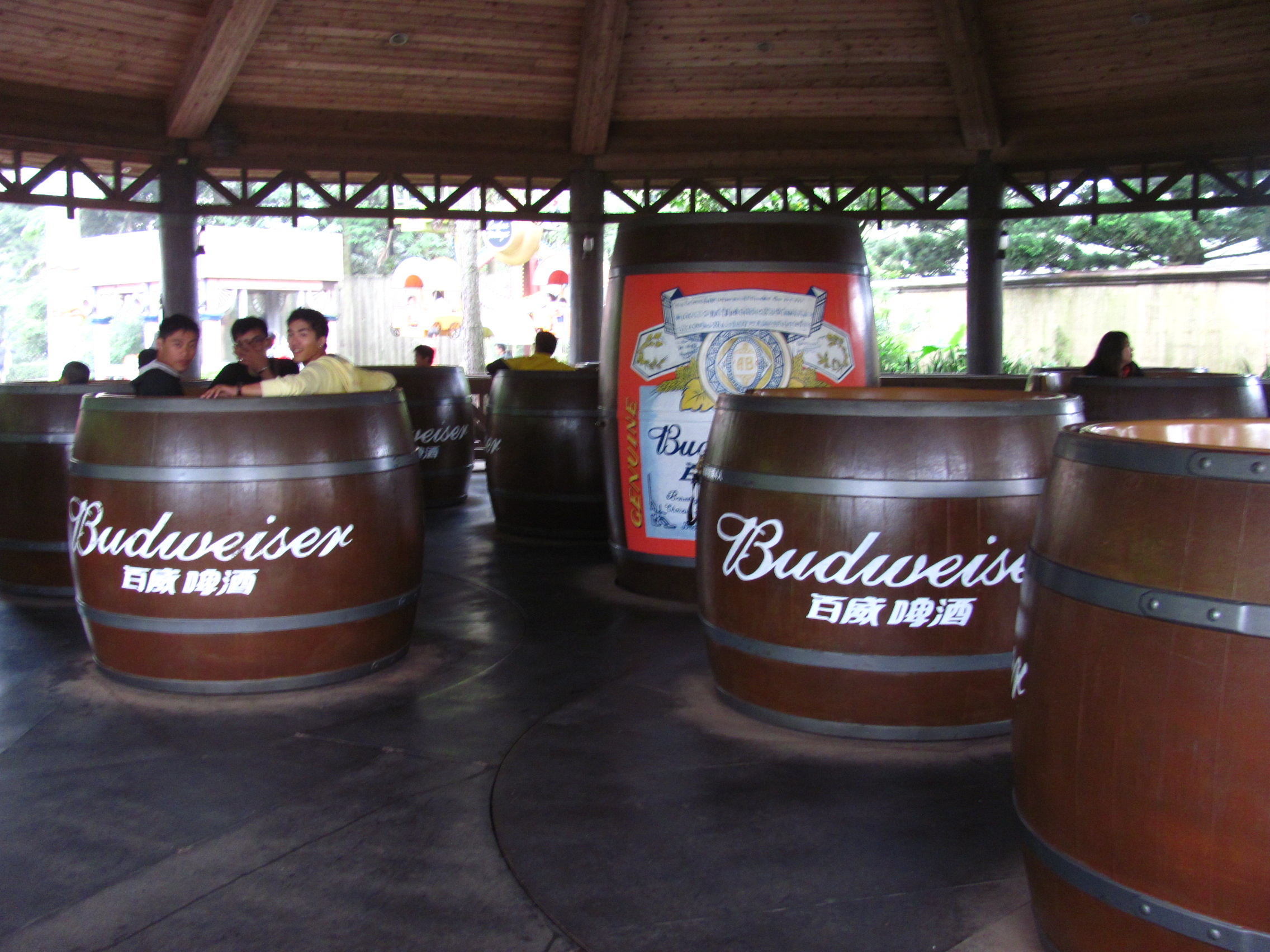
Poncho Villas Crazy Barrel.
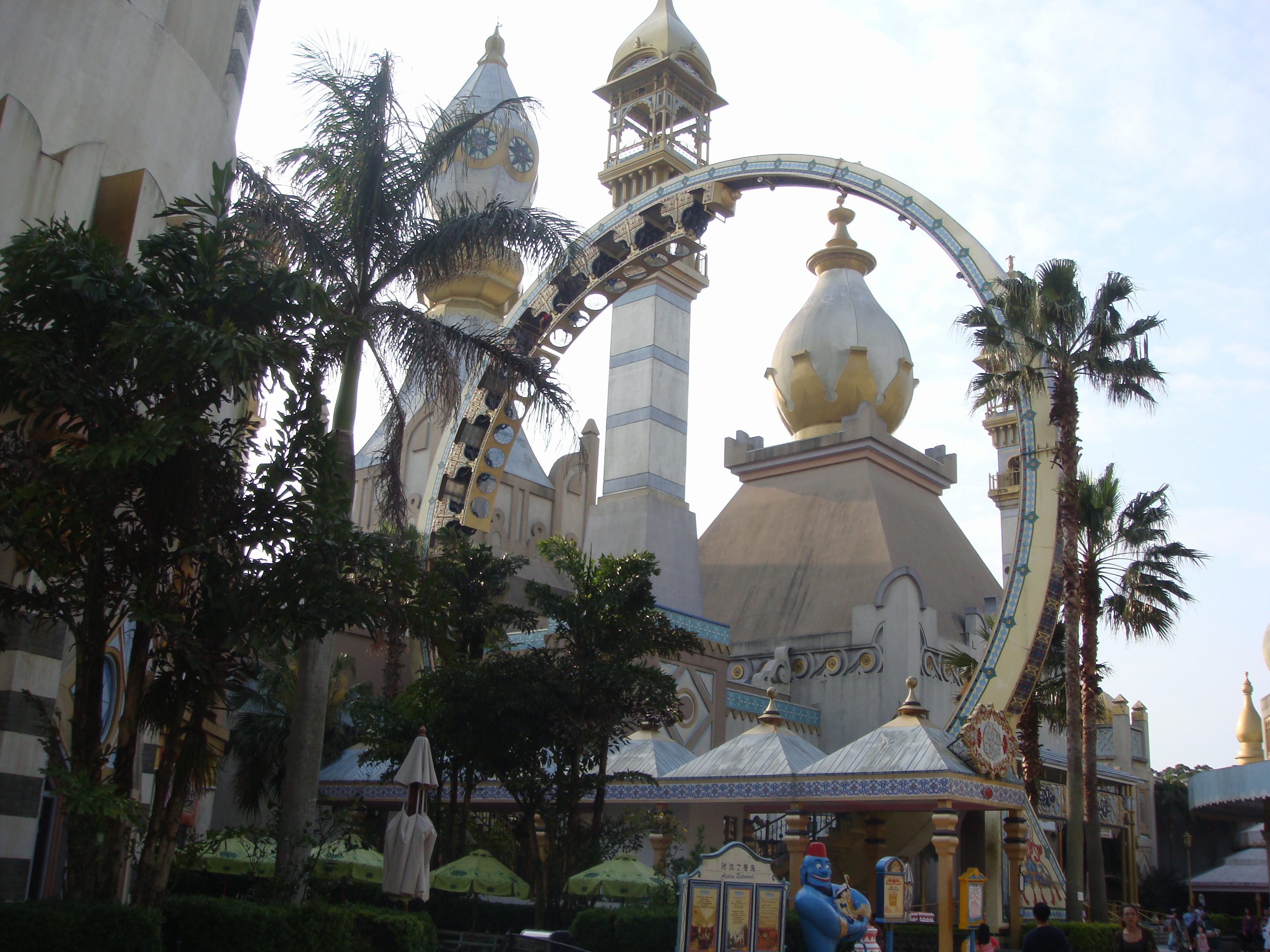
Ring of Fire.

## Faune

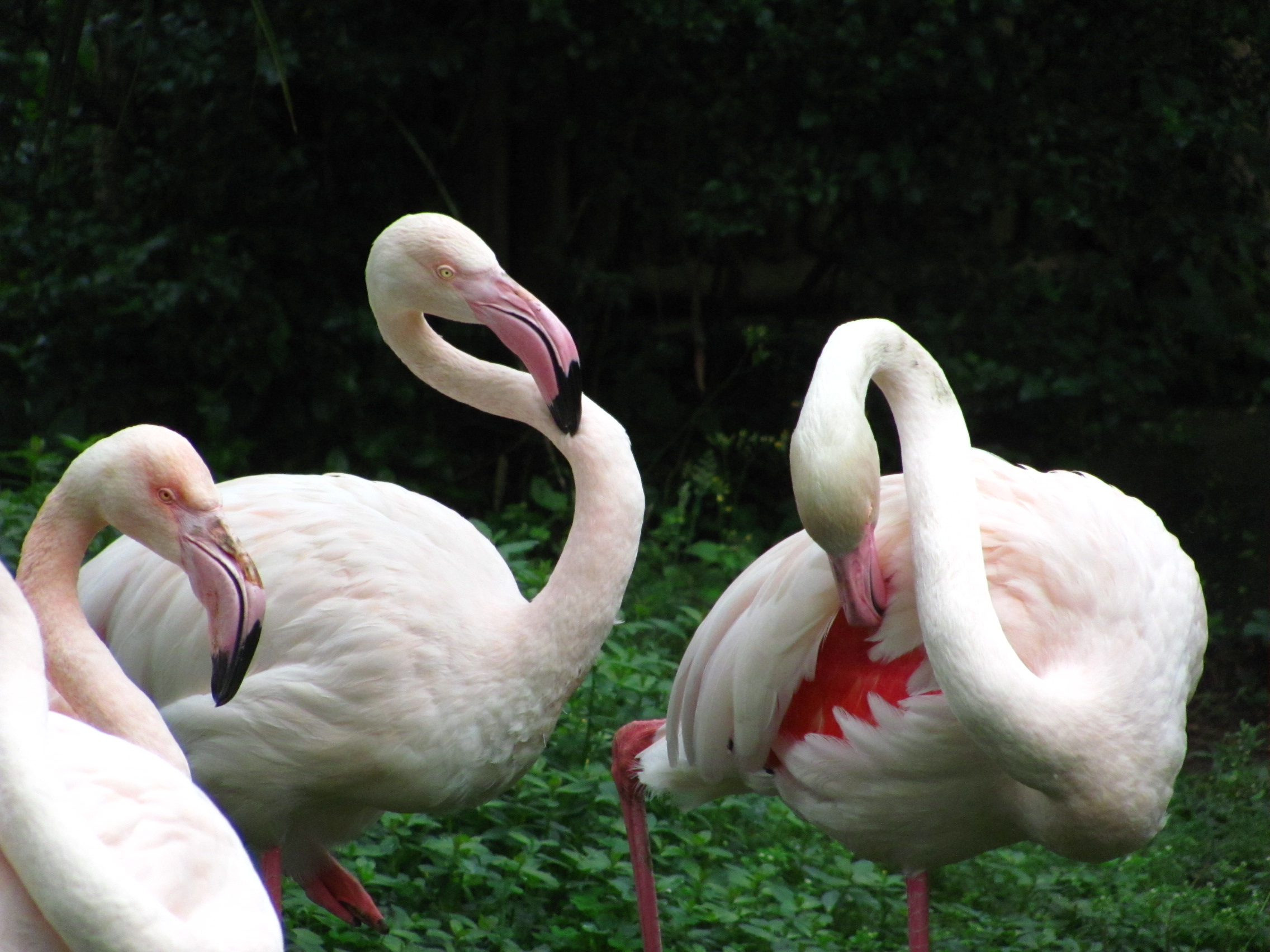
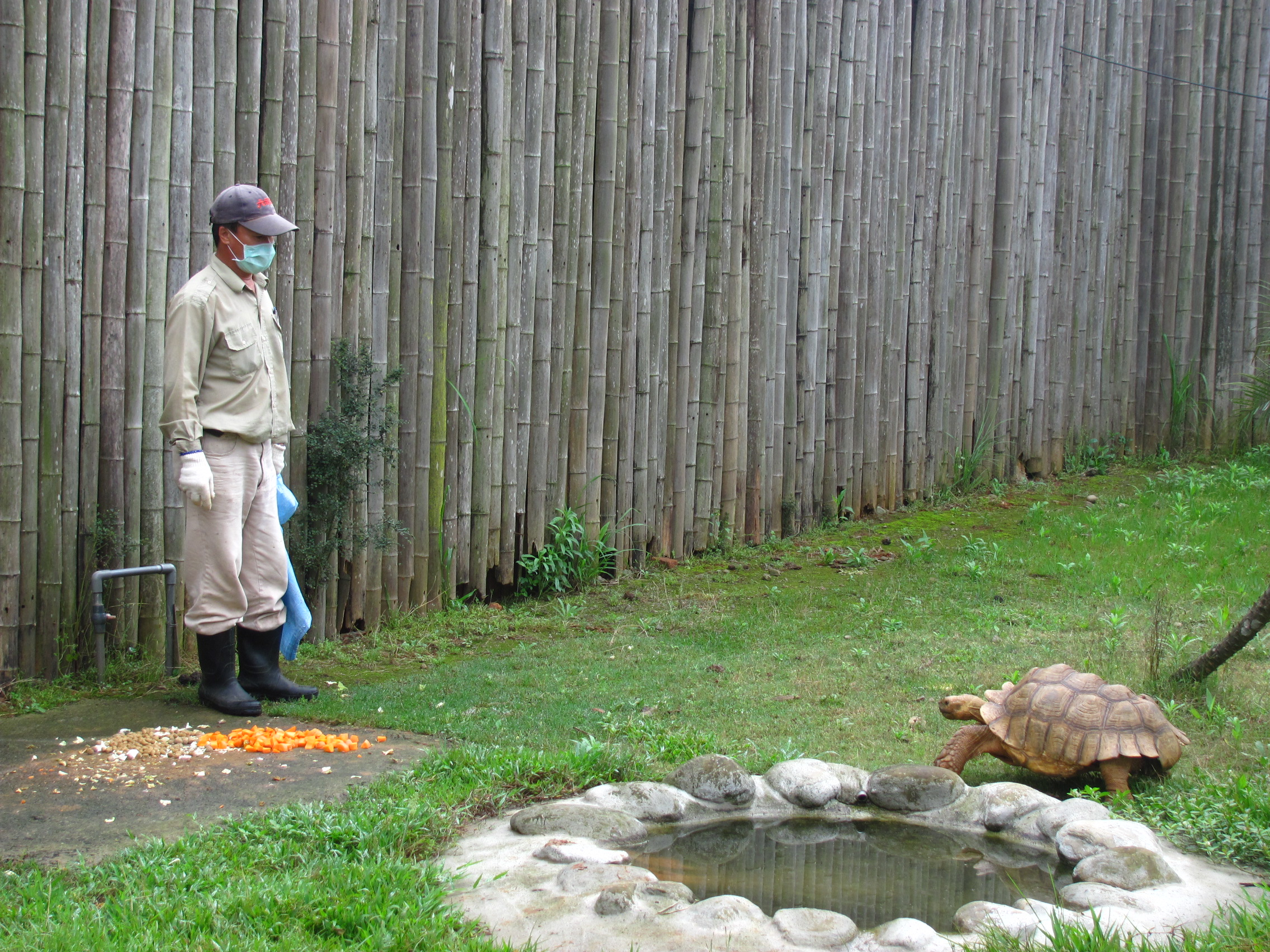
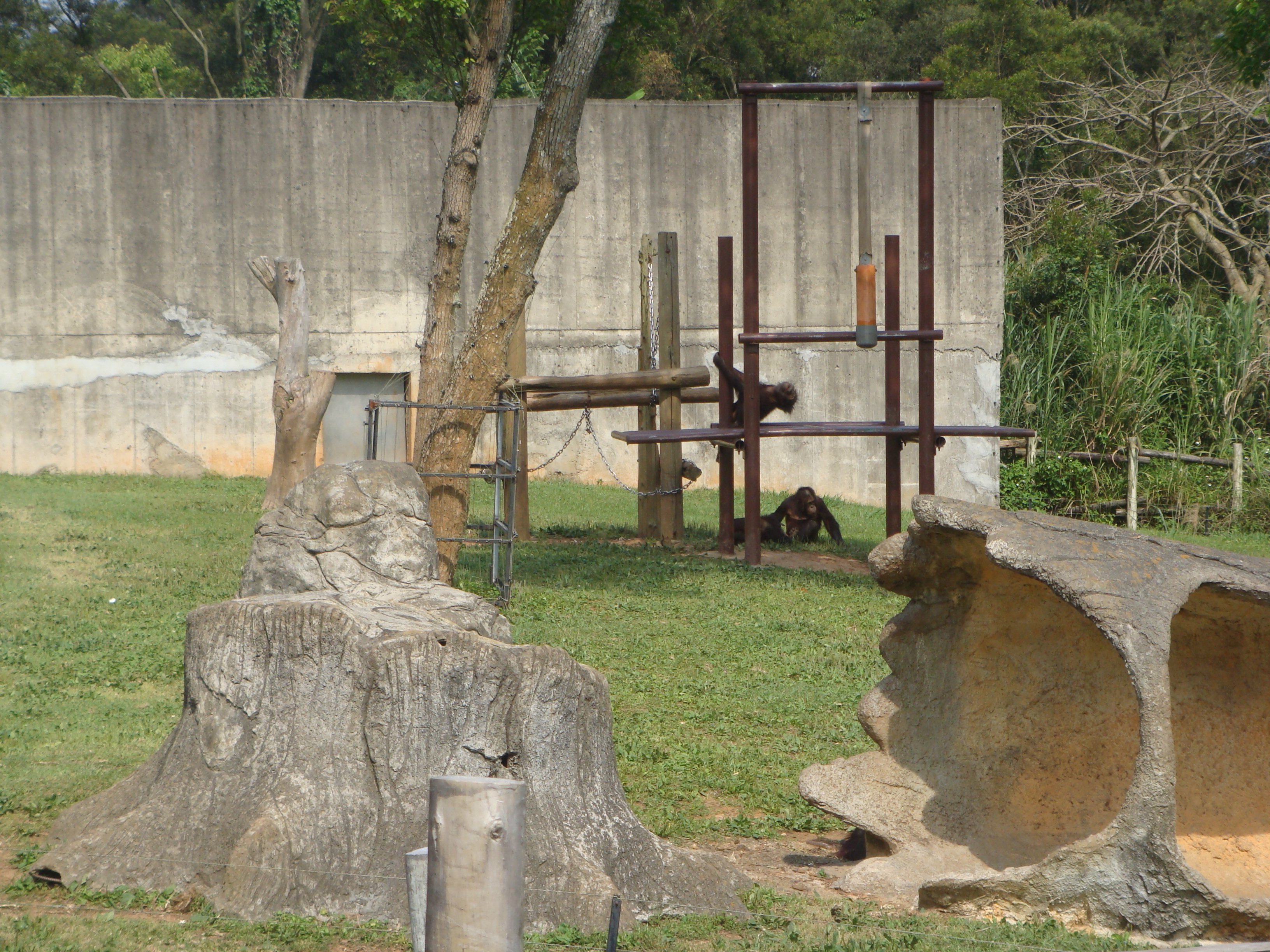